# Майли, Эми
Эми Майли (англ. Amia Miley; род. 23 ноября 1990, Сателлит-Бич, Бревард, Флорида, США) — американская порноактриса. Сценические псевдонимы: Amia Moretti, Amaia Miley, Ami Miley, Ileana FTV, Amaia Moretti, Amea Moretti, Abbey Nubiles.

## Биография
Эми Майли родилась 23 ноября 1990 года в небольшом городке Сателлит-Бич (Флорида, США). До начала карьеры подрабатывала стриптизёршей.
Карьеру в порно актриса начала в 2008 году. На свой первый кастинг Майли попала с помощью своих подруг-стриптизёрш. Там её сразу же заметили благодаря её таланту и откровенности перед камерой. Её дебютный фильм — «Absolute Asses» — принёс ей успех. Сотрудничала со студиями: Amateur Disctrict, Vivid, Teravision (Tera Patrick’s studio), Twistys, Club Jenna (Jenna Jameson’s movie company), Hustler, Evil Angel, Red Light District, Zero Tolerance, 3rd Degree, Metro, Lethal Hardcore, Sin City, Adam and Eve, Jules Jordan, Blazing Pornstars и Wicked Pictures. На данный момент снялась более чем в 200 фильмах.

## Премии и номинации
- 2010 номинация на XRCO Award — Cream Dream[3]
- 2010 финалист FAME Award — Favorite New Starlet[4]
- 2011 номинация на NightMoves Award — Best New Starlet[5]
- 2011 номинация на AVN Award — Лучшая новая старлетка[6]
- 2011 номинация на XBIZ Award — Best Starlet of the Year[7]
- 2011 номинация на XRCO Award — Cream Dream[8]
- 2012 номинация на AVN Award — Best Tease Performance, Sex Dolls[9]

## Фильмография
- Badass School Girls 3 (2009)
- Boffing the Babysitter 3 (2009)
- I Wanna B A Porn Star (2009)
- Jailbait 7 (2009)
- King Dong 3 (2009)
- Naughty Bookworms 17 (2009)
- She Is Half My Age 10 (2009)
- Babysitter Diaries 2 (2010)
- Barely Legal Babysitters 2 (2010)
- Bus Stop Girls (2010)
- Cheerleaders Academy (2010)
- Hocus Pocus XXX (2010)

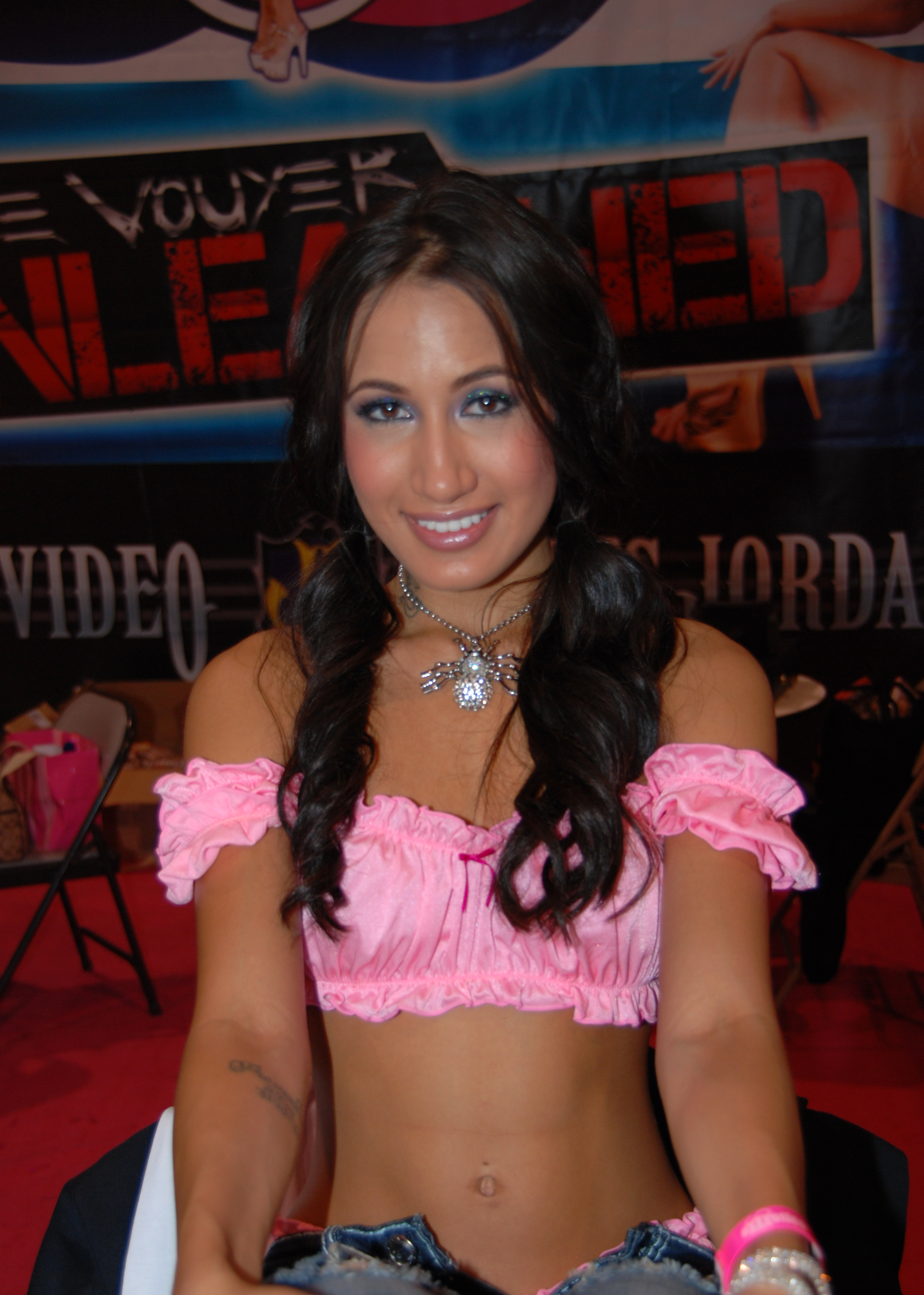
Эми Майли

- My Stepdaughter Tossed My Salad (2010)
- Sex Dolls (2010)
- Slut Puppies 4 (2010)
- Teen Babysitters 1 (2010)
- Beach Patrol 2 (2011)
- Girl Next Door 11 (2011)
- Pornstars Punishment 4 (2011)
- Teacher Is Picking On Me (2011)
- Teens In Tight Jeans (2011)
- Hot Teen Next Door 7 (2012)
- Teens Like It Big 13 (2012)
- Massage Creep 7 (2013)